# ديريك أندرسون (مقاتل)
ديريك أندرسون (بالإنجليزية: Derek Anderson) هو فنان قتال مختلط أمريكي، ولد في 20 فبراير 1990 في سان دييغو في الولايات المتحدة.

## وصلات خارجية
- ديريك أندرسون على موقع بيلاتور (الإنجليزية)
- ديريك أندرسون على موقع شيردوغ (الإنجليزية)
- ديريك أندرسون على موقع IMDb (الإنجليزية)
- ديريك أندرسون على موقع قاعدة بيانات الفيلم (الإنجليزية)